# Домброва Бялостоцка (община)
Община Домбро̀ва Бялосто̀цка (на полски: Gmina Dąbrowa Białostocka) е градско-селска община в Североизточна Полша, Подляско войводство, в състава на Соколски окръг. Заема полщ от 263,84 км2. Административен център е град Домброва Бялостоцка.
Според данни от полската Централна статистическа служба, към 31 декември 2015 година населението на общината възлиза на 11 968 души. Гъстотата е 45 души/км2.